# آن براون
آن براون (1942 م-1999 م) (بالإنجليزية: Ann leslie Brown)‏ ولدت آن براون في بورتسماوث (بالإنجليزية: Portsmouth)‏ ملجأ في إنجلترا أثناء الحرب العالمية الثانية. كانت الأولى في عائلتها ممن يدخل الكلية.
لم تتعلم آن القراءة إلا عندما بلغت الثالثة عشرة. وعندما أتقنت هذه المهارة أصبحت تتقدم أكاديميًا حتى تخرجت من جامعة لندن سنة 1964 وحصلت على الدكتوراه سنة 1967. غادرت براون إلى أمريكا سنة 1970 لتلتحق بجامعة (بالإنجليزية: Connecticut)‏. أصبحت متعلمة ونفسانية، عملت على تطوير الطرق التعليمية لتدريس الأطفال لجعل التعليم يبدو أفضل وأسهل للمتعلمين. أدركت بوجود صعوبة في تعلّم الأطفال نتيجة عدم القدرة على استخدام الإستراتيجيات التي تعتمد على كيفية ملاحظة وتحمل الطلاب مسؤولية تعلّمهم كالتلخيص الذي أدى إلى تقدم عميق في علم النفس التربوي والممارسات التعليمية. توفيت آن براون عام 1999 عندما كان عمرها 56 سنة.

## انجازات آن براون
- ابتكرت إدراك الإدراك (بالإنجليزية: Metacognition)‏: وهو حقل في علم النفس يدرس كيف يلاحظ ويتحمل الناس مسؤولية تعلّمهم.
- حررت (قبل وفاتها) بحث في مجال التعليم بعنوان (بالإنجليزية: How People Learn :Brain, Mind, Experience and School)‏ تم نشره في مركز البحث القومي (بالإنجليزية: National Reserch Council)‏.
- عملت كرئيس في الأكاديمية الوطنية للتعليم (بالإنجليزية: National Academy Of)‏ Education، وفازت بثلاث جوائز مهنية أساسية من الجمعيات الوطنية في علم النفس والتعليم.
- كانت براون تجمع جهودها لتحسين التعليم لدى 400 طالب ابتدائي في أوكلند وألاميدا. وقد أشارت النتائج بعد وفاتها إلى المستوى المتقدم الذي وصل إليه الطلاب في قراءة الفهم والاستيعاب والتحليل النقدي.
- ساهمت براون أيضًا في مساعدة الأطفال وبخاصة الفقراء منهم.
- نشرت نظريات براون حول كيفية تعلم الأطفال، وكيف يجب أن يكون التعليم في الثقافات التربوية لمختلف دول العالم، وقامت براون بالتحقق من صحة نظرياتها باختبارها في البيئات التعليمية المختلفة وبخاصة الصعبة منها.
- أرادت براون أن تحقق التقدم التعليمي أيضًا في الرياضيات والعلوم لذا عملت على ابتكار طرق تعليمية جديدة للمدارس الابتدائية.
- رسبروكل تيتشنغ (بالإنجليزية: Reciprocal Teaching)‏: طريقة تعليمية ابتكرت من قبل براون تقوم على أساس التعليم الجماعي، حيث يتعلم الطلاب من بعضهم البعض. ومن البرامج التي أسستها براون (بالإنجليزية: FCL أو Fostering Communities of Learner)‏ تبني مجتمعات المتعلمين: حيث يقوم الطلاب بعمل مشاريع البحث في مجموعات.

## وصلات خارجية
- جامعة بيركلي
- ويكيبيديا الإنكليزية